# Xie Chongxiang
Xie Chongxiang (chinois traditionnel : 謝崇祥 ; chinois simplifié : 谢崇祥 ; pinyin : xiè chóngxiáng) également connu à Okinawa, sous le nom de Ryū Ryū Ko (chinois : 如如哥, japonais : ルールーコウ), né en 1852 dans le xian de Changle (長樂縣, aujourd'hui, district de Changle), à Fuzhou, provinces de Chine du Fujian, sous la dynastie Qing, décédé en 1930, sous la République de Chine (1912-1949), est artiste martial chinois, de la province du Fujian, créateur du style Minghe quan (zh) (鳴鶴拳 / 鸣鹤拳, mínghè quán, « Poing du Cri de la grue blanche »), une variante de la grue blanche, un art martial du Sud de la Chine (Nan quan). Il enseigne à différents maîtres du royaume de Ryūkyū, dont Kanryō Higaonna, qui fondent le karaté à Okinawa.